# Álvaro Martins Homem
Álvaro Martins Homem (Beiras?, c. 1430? — Praia, 1482) foi um navegador e explorador português do século XV, 1.º capitão do donatário na vila Praia, nomeado após a partição em 1474 da ilha Terceira (Açores) em duas capitanias. Foi o fundador da vila de Angra, actual cidade de Angra do Heroísmo.

## Biografia
Terá nascido nas Beiras no início da década de 1430, descendente de Pedro da Costa Homem, senhor da Lageosa (hoje Lajeosa no concelho de Sabugal), apontado como um dos míticos «Doze de Inglaterra», de  uma família fidalga da Beira cujos membros foram depois gente da casa do infante D. Fernando. Com o falecimento de D. Fernando, foi fidalgo da casa da infanta D. Beatriz, mãe do Duque de Viseu, D. Diogo, donatário da ilha Terceira. Foram seus irmãos: Heitor Álvares Homem, falecido em 1528 e que um ano antes de morrer, em 1527, mandou edificar a Ermida de Nossa Senhora da Ajuda, no lugar que actualmente corresponde à freguesia da Vila Nova, casado com Beatriz Afonso Columbreiro; João Vaz Homem, que casou com D. Catarina ou Francisca da Costa; e João Álvares Homem, que casou duas vezes, a primeira com Ana Luiz da Costa e a segunda com Isabel Valadão.
Álvaro Martins Homem foi casado com Inês Martins Cardosa, filha de Martim Anes Cardoso, fidalgo da casa dos Infantes. Desse casamento nasceram, já na ilha Terceira, três filhos: Antão Martins Homem, que sucedeu a seu pai como capitão do donatário na Praia; Luís Martins Homem, que faleceu solteiro; e Catarina Martins Cardoso. A ligação familiar a Garcia Homem, genro do capitão do donatário na ilha da Madeira permitiu sucessivas ligações de casamento entre os Homens da Praia e os Ornelas da Câmara e os Noronhas da Madeira, levando à consolidação de uma fidalguia insular ligada por interesses comuns.
Navegador, terá viajado extensamente pelo Oceano Atlântico e acompanhado João Vaz Corte-Real numa missão que terá sido enviada por D. Afonso V à Dinamarca, antes de 1473, para participar numa expedição, encabeçada pelo navegador alemão Didrik Pining, destinada a estabelecer e renovar as antigas ligações da Dinamarca com a Gronelândia. Corte-Real teria ainda organizado anteriormente outras viagens que o teriam levado até às costas da América do Norte, explorando desde as margens do Rio Hudson e São Lourenço até ao Canadá e Península do Labrador. Contudo, estas viagens permanecem duvidosas.
Há assim notícia que teria andado em explorações oceânicas ao serviço do infante D. Fernando, não sendo contudo muito claro quais fossem essas navegações ou onde teria chegado. Talvez lhe tenha sido prometida uma capitania, se atendermos às confusas informações de Gaspar Frutuoso, que nas Saudades da Terra informa que Álvaro Martins Homem veio com João Vaz Corte Real de uma viagem de exploração ao noroeste do Atlântico Norte ao dizer «os quaes vinham da terra dos bacalhau que por mandado de El-Rei foram a descobrir». Contudo, sabe-se que por alturas da expedição de Didrik Pining e Hans Pothorst ao serviço de Cristiano I da Dinamarca, Álvaro Martins Homem já vivia em Angra, onde se terá fixado por volta de 1461, integrado no grupo de povoadores liderado por Jácome de Bruges.
Cerca de 1461 foi enviado pelo infante D. Fernando, então recém senhor da Terceira, ilha que recebera de seu tio D. Henrique, para executar a nova política de povoamento. Estabeleceu-se em Angra, onde desenvolveu atividades de organização do espaço com o início da canalização da Ribeira dos Moinhos e o início da montagem de uma rede de moinhos, o que pressupõe obras hidráulicas de domínio da ribeira existente, cujo curso foi desviado. Teria, também, fundado a casa do Capitão do Donatário e, segundo alguns, dado início à construção do Castelo dos Moinhos sobre o morro sobranceiro à sua residência.
Após a divisão da ilha Terceira em duas capitanias, por carta da infanta D. Beatriz, como tutora e curadora de seu filho D. Diogo, donatário da ilha, escrita em Évora a 17 de fevereiro de 1474, foi nomeado capitão do donatário da parte da Praia. Ao dividir a ilha em duas capitanias, D. Beatriz permitiu que João Vaz Corte Real fosse o primeiro a escolher qual das capitanias pretendia. Corte Real escolheu o lado de Angra, o que implicou a mudança para a Praia de Álvaro Martins Homem, que entretanto se instalara em Angra e ali havia feito avultados investimentos. Ao abandonar os seus bens em Angra, foi ressarcido por João Vaz Corte Real das despesas feitas.
Na capitania da Praia continuou os trabalhos de povoamento iniciados por Jácome de Bruges e Diogo de Teive, sendo responsável pela estruturação da capitania e a formalização da sua vida civil e política, dando forma à primeira câmara municipal do concelho assim formado. Veio a falecer em 1482, depois de 6 de setembro daquele ano, na então vila da Praia.
Álvaro Martins Homem é lembrado na toponímia das cidades de Angra do Heroísmo e Praia da Vitória. Em Angra do Heroísmo a 17 de julho de 1960, foi inaugurada na Praça Velha uma estátua de Álvaro Martins Homem, da autoria do escultor João Fragoso. Em 1984, na sequência das alterações urbanísticas feitas após o Sismo de 1 de Janeiro de 1980, o monumento foi retirado da Praça Velha e colocado numa rotunda das avenidas novas, onde se inicia a Avenida Álvaro Martins Homem. Por o mármore da estátua estar fortemente degradado em resultado da corrosão química e da erosão causada pelo vento, em 2020 a estátua sofreu uma profunda operação de restauro, restituindo-a à sua aparência original.